# 泡利-鲁班斯基赝矢量
在物理学中，泡利-鲁班斯基赝矢量是一个由动量和角动量定义的算符，用于角动量的量子相对论描述。它以沃尔夫冈·泡利和约瑟夫·鲁班斯基的名字命名。 
它描述运动粒子的自旋态。 它是庞加莱群的小群的生成元，也就是保持四维动量矢量Pμ的本征值不变的最大子群（具有四个生成元）。

## 定义
它通常用W（或较少用的S）表示，定义为：   {\displaystyle W_{\mu }\mathrel {\stackrel {\text{def}}{=}} {\tfrac {1}{2}}\varepsilon _{\mu \nu \rho \sigma }J^{\nu \rho }P^{\sigma },}此处
- {\displaystyle \varepsilon _{\mu \nu \rho \sigma }} 是四维全反对称列维-奇维塔符号;
- {\displaystyle J^{\nu \rho }} 是相对论角动量张量算符({\displaystyle M^{\nu \rho }});
- {\displaystyle P^{\sigma }} 是四维动量四维动量算符.

用外代数的语言来说，它可以写成三向量的霍奇对偶， 
{\displaystyle \mathbf {W} =\star (\mathbf {J} \wedge \mathbf {p} ).}
注：{\displaystyle W_{0}={\vec {J}}\cdot {\vec {P}}}  以及 {\displaystyle {\vec {W}}=E{\vec {J}}-{\vec {P}}\times {\vec {K}}}
其中，J 是旋转生成元，而 K 则是递升（boosts）生成元。
Wμ 明显满足：{\displaystyle P^{\mu }W_{\mu }=0,}
以及以下交换子关系， {\displaystyle {\begin{aligned}\left[P^{\mu },W^{\nu }\right]&=0,\\\left[J^{\mu \nu },W^{\rho }\right]&=i\left(g^{\rho \nu }W^{\mu }-g^{\rho \mu }W^{\nu }\right),\end{aligned}}}
所以最后， {\displaystyle \left[W_{\mu },W_{\nu }\right]=-i\epsilon _{\mu \nu \rho \sigma }W^{\rho }P^{\sigma }.}
标量WμWμ是洛伦兹不变算符，与四维动量交换，因此可以作为庞加莱群 的不可约幺正表示的标签。也就是说，除了表示中所有状态的质量的相对论不变标签PμPμ之外，它还可以作为自旋（表示的时空结构特征）的标签。

## 小群
对于一个量子体系的希尔伯特空间中， 四动量算符 {\displaystyle P} 的具有四维动量本征值 {\displaystyle k} 的本征空间 {\displaystyle S} 而言，以下成立： 
（就此而论，对于标准表示而言，其中 {\displaystyle \mathbb {R} ^{4}} 被诠释为动量空间，受5×5矩阵作用，该矩阵左上角的4×4子块是常规的洛伦兹变换，最后一列用于平移，且其作用施加于动量空间的元素 p（列矢量）时，需在其第五行附加一个1，参见标准教科书  ）
- 将{\displaystyle P^{\mu }} 替换为{\displaystyle k^{\mu }}后的 {\displaystyle W}的分量构成一个李代数（Lie algebra）。它就是 {\displaystyle k} 的小群 {\displaystyle L_{k}}（Little group） 的李代数，即能使 {\displaystyle k} 保持不变的齐次洛伦兹群（homogeneous Lorentz group）的子群。
- 对于{\displaystyle L_{k}}的每一个不可约幺表示，存在一个完整的庞加莱群的不可约幺正表示，后者被称为诱导表示。
- 诱导表示的表示空间可以通过将全庞加莱群的元素连续应用于非零元素来获得{\displaystyle S}并线性延伸。

庞加莱群的不可约幺正表示由两个卡西米尔算子{\displaystyle P^{2}}和{\displaystyle W^{2}} 的特征值来刻画。要验证我们确实获得了一个不可约幺正表示，最好的方法就是展示出它在如此构建的表示空间中，作用于一个具有任意四维动量本征值 p 的元素上的具体行为。  :62–74 其不可约性来自于表示空间的构造。

## 有质量场
在量子场论中，对于有质量场，卡西米尔不变量WμWμ 描述了粒子的总自旋，其特征值为{\displaystyle W^{2}=W_{\mu }W^{\mu }=-m^{2}s(s+1),}其中s是粒子的自旋量子数， m是其静止质量。
在粒子的静止框架中能直接看到这一点，上述交换子作用于粒子的状态相当于[Wj, Wk] = i εjkl Wl m ；因此W→ = mJ→且W0 = 0 ，这样小群相当于旋转群， {\displaystyle W_{\mu }W^{\mu }=-m^{2}{\vec {J}}\cdot {\vec {J}}.}由于这是洛伦兹不变量，因此在所有其他参考系中它都是相同的。
通常也用W3来描述静止框架中沿第三方向的自旋投影。
在移动框架中，将W = (W0, W→)分解为分量(W1, W2, W3) ，其中W1和W2与P→正交， W3与P→平行，则泡利-鲁班斯基矢量可以用自旋矢量S→ = (S1, S2, S3) （类似分解）表示为{\displaystyle {\begin{aligned}W_{0}&=PS_{3},&W_{1}&=mS_{1},&W_{2}&=mS_{2},&W_{3}&={\frac {E}{c^{2}}}S_{3},\end{aligned}}}
其中{\displaystyle E^{2}=P^{2}c^{2}+m^{2}c^{4}}是能量动量关系。
横向分量W1, W2以及S3满足以下交换关系（这些关系普遍适用，而不仅适用于非零质量表示）， {\displaystyle {\begin{aligned}[][W_{1},W_{2}]&={\frac {ih}{2\pi }}\left(\left({\frac {E}{c^{2}}}\right)^{2}-\left({\frac {P}{c}}\right)^{2}\right)S_{3},&[W_{2},S_{3}]&={\frac {ih}{2\pi }}W_{1},&[S_{3},W_{1}]&={\frac {ih}{2\pi }}W_{2}.\end{aligned}}}
对于非零质量的粒子以及与此类粒子相关的场， {\displaystyle [W_{1},W_{2}]={\frac {ih}{2\pi }}m^{2}S_{3}.}

## 无质量场
一般来说，在非质量表示的情况下，应该区分两种情况。对于无质量粒子，  :71–72{\displaystyle W^{2}=W_{\mu }W^{\mu }=-E^{2}\left((K_{2}-J_{1})^{2}+(K_{1}+J_{2})^{2}\right)\mathrel {\stackrel {\mathrm {def} }{=}} -E^{2}\left(A^{2}+B^{2}\right),}其中K→是动态质量矩矢量。因此，从数学上讲， P 2 = 0 并不意味着W 2 = 0。

### 连续自旋表示
在更一般的情况下，W 垂直于 P 的分量（即横向分量）可以不为零，由此便产生了一族被称为“柱形光速子”（cylindrical luxons）的表示（“光速子”luxon是“无质量粒子”的另一个术语）。其识别特性是：W 的分量构成一个与二维欧几里得群 ISO(2) 同构的李子代数（Lie subalgebra），其中 W 的纵向分量扮演旋转生成元的角色，而横向分量则扮演平移生成元的角色。
这相当于对SO(3)群进行群收缩（group contraction），并导出了所谓的“连续自旋表示”（continuous spin representations）。然而，目前尚未发现属于此类的基本粒子或场。有一种观点认为，连续自旋态拥有一种在已观测到的无质量粒子中未曾见过的内禀自由度。 :69–74

### 螺旋度表示
在一种特殊情况下，{\displaystyle {\vec {W}}}平行于{\displaystyle {\vec {P}};} 这等价{\displaystyle {\vec {W}}\times {\vec {P}}={\vec {\boldsymbol {0}}}.}
对于非零的 {\displaystyle {\vec {W}}}，该约束条件只能自洽地施加于光速子（luxons，即无质量粒子），因为 {\displaystyle {\vec {W}}} 的两个横向分量的对易子（commutator）正比于{\displaystyle m^{2}{\vec {J}}\cdot {\vec {P}}\,.}
对于这一族表示，有{\displaystyle W^{2}=0} 和 {\displaystyle W^{\mu }=\lambda \,P^{\mu }}，其不变量则改由此给出：{\displaystyle \left(W^{0}\right)^{2}=\left(W^{3}\right)^{2},}其中{\displaystyle W^{0}=-{\vec {J}}\cdot {\vec {P}},}所以不变量由螺旋度算子表示{\displaystyle W^{0}/P.}
例如，所有与弱核力相互作用的粒子都属于这一族，因为弱核电荷（弱同位旋）的定义涉及螺旋性，而根据上文，螺旋性必定是一个不变量。在这种情况下，非零质量的出现必须用其他方法来解释，例如希格斯机制。然而，即使考虑了这些质量产生机制，光子（以及电磁场）仍然属于此类，尽管电弱力载体的其他质量本征态（ 
W±

玻色子、反玻色子和
Z0

玻色子）获得非零质量。
中微子以前也被认为属于这一类。然而，由于中微子已被观测到味的振荡，现在已知左螺旋中微子和右螺旋反中微子的三个质量本征态中至少有两个必然具有非零质量。

## 笔记
1. ↑  Lubański 1942a, Lubański 1942b
2. ↑  Brown 1994
3. ↑  Wigner 1939
4. ↑  Ryder 1996
5. ↑  Bogolyubov 1989
6. ↑  Ohlsson 2011
7. ↑  Penrose 2005
8. ↑  Tung 1985
9. ↑  Hall 2015
10. ↑  Rossmann 2002
11. 1 2 3  Weinberg, Steven.  1. Cambridge University Press. 1995. ISBN 978-0521550017.